# Plamen
Plamen (od latinskog flamma) je vidljivi (s emisijom svjetla), plinski dio vatre. To je pojava samoodržive redoks-reakcije kod koje dolazi do izrazitog oslobađanja energije (egzotermna reakcija). Ako je plamen dovoljno visoke temperature da ionizira plinove, može se pojaviti i plazma.
Boja i temperatura plamena ovisi o vrsti tvari koje sudjeluju u izgaranju.
Kod tipičnog plamena u Zemljinoj atmosferi kao što je plamen svijeće, visoka temperatura uzrokuje isparavanje molekula goriva (vosak) koje se raspadaju, stvarajući različite produkte nepotpunog izgaranja i slobodne radikale (vrlo reaktivni atomi, molekule i ioni neparnog broja elektrona), koji međusobno reagiraju i s kisikom. Dovoljna energije u plamenu će pobuditi elektrone u nekim kratkotrajnim prijelaznim reakcijama, kao recimo nastanak CH i C2, koje rezultiraju u emisiji svjetlosti, jer imaju višak energije. Što je temperatura izgaranja plamena veća, to je i veća energija elektromagnetskog zračenja, kojeg isijava plamen (vidi crno tijelo).
Za stvaranje plamena nebitno je struji li reducens u oksidans ili oksidans u reducens. Zbog toga butan može gorjeti u kisiku, te kisik u butanu. U kemijskom smislu i reducens i oksidans su goriva koja međusobno reagiraju i nemaju prioritet. U svakodnevnom govoru, zbog toga što se okolina nalazi u velikoj atmosferi zraka, gorivom se smatra ono što gori u kisiku, a oksidansom kisik ili zrak.
Osim kisika, kao plinoviti oksidansi mogu djelovati i druge tvari. Tako vodik daje plamen u kloru, sumpor u fluoru itd.
Formiranje plamena zahtijeva aktivacijsku energiju. U slučajevima kada standardni uvjeti tlaka i temperature daju dovoljno energije za formiranje plamena, gorenje se pojavljuje dodirom reducensa i oksidansa. Takva se reakcija zove hipergolička reakcija, čiji je tipičan primjer reakcija hidrazina i didušikovog tetraoksida koja se koristi kao pogon za rakete, posebno kada im se motori moraju paliti jednostavno, brzo i višestruko.
Kemijska kinetika koja se javlja kod plamena je veoma složena i obično uključuje velik broj kemijskih reakcija i međuprodukata, obično radikala. Na primjer, da bi se opisalo izgaranje bioplina, treba 53 vrste i 325 osnovnih reakcija.
Postoje različiti načini rasporeda komponenti plamena. Kod difuznog plamena, reducens i oksidans se spajaju na granici dodira tvari. Plamen svijeće je tipičan difuzni plamen. Kod predmiješanog plamena, tvari se spajaju u plamenu. Tipičan primjer je plamen plinskog štednjaka, Bunsenovog plamenika ili oksiacetilenskog plamenika.

## Boja plamena
Boja plamena ovisi o nekoliko čimbenika, najvažniji su tipična radijacija crnog tijela (isijavanje) i spektralni pojasevi, dok spektralne linije emisije i spektralne linije apsorpcije igraju vrlo malu ulogu. Kod tipičnog izgaranja ugljikovodika u zraku, boja plamena uglavnom ovisi o dovodu kisika i kvaliteti miješanja ugljikovodika i kisik, a to i određuje stupanj izgaranja i visinu postignute temperature.
Hladniji difuzni plamen će biti narančastožut i različite svjetline. Što je temperature veća, to će boja biti sve više bjelija. Prijelaz se može dobro opaziti kod vatre, blizu goriva je bijela boja, iznad toga je žuto narančasta. Plava boja se pojavljuje samo ako se smanji količina čađi i ako prevladavaju pobuđene molekule radikala. Takva boja se može vidjeti na bazi plamena svijeće gdje nema čađe.
U uvjetima normalne sile teže i bez dovoda zraka, plinoviti reducens poput butana u Bunsenovom plameniku će gorjeti sjajnim žutim plamenom na oko 1000 °C. Takav plamen isijava zračenje crnog tijela uz pomoć užarenih čestica čađe. Ono se povećanjem dovoda zraka smanjuje, izgaranje je potpunije, raste temperatura plamena i njegova ionizacija. Spektar dobro pomiješanog kisika i potpuno izgorenog butana u kojem pobuđene radikalne čestice emitiraju zračenje valne duljine ispod 565 nanometara, stvara emisiju u plavom i zelenom području, što vidimo kao plavkastu svjetlost.
Temperature plamena običnog plamenika su oko 1600 °C, svijeće oko 1400 °C, plamenika na propan i zrak oko 1995 °C. Plamen najviše temperature koji je komercijalno dostupan je oksiacetilenski plamen, do oko 3200 °C.
Plamen cijanogena i kisika daje temperaturu plamena od preko 4525 °C, a najviša zabilježena temperatura plamena je ona dicijanoacetilena i ozona, 5,730 °C. 
Posebne boje se mogu dobiti ako se dodaju tvari koje pobuđuju plamen, a u analitičkoj kemiji ta se pojava koristi u kvalitativnom određivanju metalnih iona u uzorku. U pirotehnici, posebno u svrhu vatrometa, dodaju se razne metalne soli da bi se stvorili obojani svjetlosni efekti.

## Temperatura plamena
Temperatura plamena ovisi o mnogim čimbenicima:
- kvaliteta prijenosa topline
- tlak
- koncentracija oksidansa i reducensa
- temperatura okoline

Kod požara kuća ili zgrada, plamen će obično biti crvenkasto-narančast i stvarati dosta dima, što je posljedica nedostatka kisika nepotpuno izgaranje. Temperature takvog plamena su pa su temperature plamena 600-800 °C i popraćene su stvaranjem velike količine ugljikovog monoksida. Prilikom nagomilanih produkata nepotpunog izgaranja može doći do tzv. povratnog udara, što se događa kada požar naglo dobije dovoljno kisika, pri čemu temperatura kratko skače skoro do 2000 °C, što je jedan od najvećih problema za vatrogasce.
| tvari koje reagiraju     | Temperatura plamena (°C) |
| ------------------------ | ------------------------ |
| drveni ugljen u zraku    | 750–1200                 |
| metan u zraku            | 900–1500                 |
| plamenik LPG/zrak        | 1200–1700                |
| svijeća u zraku          | do 1400                  |
| magnezij u zraku         | 1900–2300                |
| plamenik vodik/zrak      | do 2000                  |
| acetilen/zrak            | do 2300                  |
| oksiacetilen             | do 3200                  |
| povratni udar kod požara | do 1950                  |

| tvar koja gori difuznim plamenom u zraku | najviša temperatura plamena [°C] |
| ---------------------------------------- | -------------------------------- |
| drvo                                     | 1027                             |
| benzin                                   | 1026                             |
| metanol                                  | 1200                             |
| petrolej                                 | 990                              |
| životinjska mast                         | 800–900                          |

### Hladni plamen
Kod nižih temperatura od 120 °C, mješavina goriva i zraka može kemijski reagirati i dati izrazito slao sjajan plamen. Tu pojavu je otkrio Humphry Davy 1817. Proces ovisi o pažljivoj ravnoteži temperature i koncentracije reaktivne mješavine. Ako su uvjeti povoljni, reakcija može započeti spontano.

## Plamen u svemiru
U bestežinskom stanju i pri normalnom atmosferskom tlaku nema konvektivnog prijenosa topline i tvari. Toplina se prenosi kondukcijom i radijacijom, a plinoviti produkti gorenja difuzijom. Takvi uvjeti rezultiraju kuglastim plamenom. Izgaranje je nepotpuno, a temperatura plamena niska.
U vakuumu nema formiranja plamena, već se produkti izgaranja šire u svim dostupnim smjerovima, slijedeći tipično ponašanje plinovitog agregatnog stanja.

## Vanjske poveznice
- A candle flame strongly influenced and moved about by an electric field due to the flame having ions.  Arhivirana inačica izvorne stranice od 30. rujna 2011. (Wayback Machine)